# Взять живым или мёртвым
«Взять живым или мёртвым» (англ. Wanted: Dead Or Alive) — художественный фильм 1987 года режиссёра Гари Шермана. Главную роль исполнил Рутгер Хауэр.

## Сюжет
Ник Рэндалл — бывший агент ЦРУ. Теперь он живёт в Лос-Анджелесе и работает охотником за головами, задерживая или уничтожая преступников, за которых выплачивается вознаграждение. В Лос-Анджелесе происходит серия кровавых взрывов, ответственный за которые — Малак аль Рахим, известный арабский террорист. К Рэндаллу обращается бывший коллега, Филмор Уокер, и просит остановить Малака. В жестоком противостоянии гибнет подруга Ника и его друг Дэнни. Теперь уже ничто не остановит Ника, и дни Малака сочтены.

## В ролях
- Рутгер Хауэр — Ник Рэндалл
- Джин Симмонс — Малак Аль Рахим
- Роберт Гийом — Филмор Уолкер
- Мэл Харрис — Терри
- Уильям Расс — Данни Куинц
- Сьюзан Макдональд — Луиза Куинц
- Джерри Хардин — Джон Липтон
- Хью Джиллин — Патрик Доноби
- Роберт Харпер — Дэйв Хендерсон
- Эли Данкер — Роберт Азиз
- Йозеф Нассер — Хансон
- Сьюзан Воук — Джамилла
- Джеральд Папасян — Абдул Ренза
- Ник Фальтас — Амир
- Хаммам Шафи — эксперт-химик
- Сэм Лонгория[англ.] — агент ФБР

## Факты
- Герой Хауэра, Ник Рэндалл — правнук известного охотника за преступниками на Диком Западе, а также сын Джоша Рэндалла, главного героя телесериала «Wanted: Dead or Alive» (1958-61 годы), которого сыграл Стив МакКуин. Таким образом, фильм de facto является сиквелом сериала.[1]